# Prince (biscuit)
Pour les articles homonymes, voir Prince.
Prince est une marque de biscuits de LU, filiale du groupe Mondelēz International, créé en 1870 par le belge Edward De Beukelaer. Le prince est caractérisé par son biscuit rond dentelé fourré aux saveurs chocolat et son personnage emblématique.

## Histoire
Le biscuit Prince est créé en 1870 à Anvers, en l’honneur de Leopold II, surnommé « Le Prince de Belgique » car avant d’être roi des Belges, celui-ci fut prince héritier pendant 30 ans.
L’anecdote raconte que le Prince de Belgique aurait été friand de chocolat mais ne voulait pas se salir les doigts. C’est pour cette raison qu’Edward De Beukelaer, pâtissier belge, aurait inventé le célèbre biscuit,,.
Les biscuits Prince ont ensuite été commercialisés en France à partir de 1948.
En 1980, Prince passe sous la marque LU. Rapidement, le biscuit jusqu'alors classique est remplacé par un biscuit doré au four, ce qu'annoncent les emballages.
À partir de 1990, de nouveaux goûts apparaissent vanille, lait-choco et tout choco.
La marque Prince de LU a appartenu à plusieurs groupes dont Danone, puis a été rachetée en 2007 par le groupe américain Kraft Foods. Depuis 2012, à la suite d'une scission du groupe Kraft Foods, la marque Prince de LU est la propriété de la multinationale américaine Mondelēz International.
À noter que le poids d'un paquet de Prince est passé de 330 à 300 g avant l'été 2008 sans modification du prix.
En 2013, Mondelez a tenté de lancer une nouvelle ouverture en distributeur sur le bas du paquet qui sera abandonnée en 2018 puis réinstaurée en 2022  après des améliorations pour éviter la casse des biscuits, à la suite d'une pétition lancée par les consommateurs en 2019 sur Change.org et plusieurs demandes sur Twitter . En 2013, une enquête révèle que la marque Prince est l'une des principales marques de biscuits en France et est consommée dans plus de 50 % des foyers français avec enfants.
En France, depuis l'entrée en vigueur de la loi EGalim, le prix de vente du biscuit prince de LU a augmenté de 1,3% soit une hausse de 6 centimes d'euro. Les biscuits sont fabriqués en Norvège, selon ce qu'indique le code barre des emballages.

## Activité
En France, Prince est surtout présent sur le marché des goûters fourrés avec son format classique de biscuits fourrés, au chocolat mais existe aussi dans d’autres variétés : vanille, lait-choco, tout choco, chocolat blanc, choco noisette.
Il existe aussi dans différents formats de poche avec des sachets à emporter et en mini Prince avec des mini biscuits.
Prince est également présent sur le marché du petit-déjeuner et des barres céréalières.
En Europe, Prince est principalement présent en France, au Benelux et en Espagne, sous le nom de Principe.

## Composition
Composition du Prince goût chocolat : céréale 50,7 % (farine de blé 35 %, farine de blé complet 15,7 %), sucre, huiles végétales (palme, colza), cacao maigre en poudre 4,5 %, sirop de glucose, amidon de blé, lactose et protéines de lait, poudre à lever (carbonate acide d'ammonium, carbonate acide de sodium, diphosphate disodique), émulsifiant (lécithine de soja), sel, lait entier en poudre, lait écrémé en poudre, arôme.

### Valeurs nutritionnelles
Ces valeurs sont calculées à partir d'une portion de Prince de Lu, c'est-à-dire un biscuit.
Un biscuit Prince contient :
- 391 kJ, ce qui correspond à 93 kcal.
- 3,5 g de matières grasses, dont 1,1 g d'acides gras saturés
- 14 g de glucides, dont 6,4 g de sucres
- 0,8 g de fibres alimentaires
- 1,3 g de protéines
- 0,12 g de sel